# Championnat du monde junior masculin de handball 1977
Navigation
Danemark / Suède 1979
Le Championnat du monde junior masculin de handball 1977 est la 1re édition de la compétition. Elle a lieu du 11 au 19 avril 1977 en Suède.
Le tournoi a été remporté par l'Union soviétique qui, en finale, a battu la Hongrie par 24 à 10. La Yougoslavie, seulement battue par les Soviétiques complète le podium.

## Tour préliminaire
Les 21 équipes participantes ont été divisées en huit groupes de deux ou trois équipes. Dans les groupes à trois équipes, les équipes ont joué un seul tournoi contre tous, tandis que les groupes à deux équipes, celles-ci se rencontrent deux fois.
Les huit vainqueurs de groupe ont ensuite pris part au tour principal pour le classement de la 1re à la 8e place, les équipes terminant deuxième de chaque groupe ont ensuite pris part au tour principal pour le classement de la 9e à la 16e place. Les cinq équipes classées troisième ont joué pour la 17e à la 21e place.

### Groupe A
| Rang | Équipe             | Pts | J | G | N | P | Bp | Bc | Diff | Qualification     |
| ---- | ------------------ | --- | - | - | - | - | -- | -- | ---- | ----------------- |
| 1    | Union soviétique   | 2   | 2 | 1 | 0 | 1 | 40 | 38 | +2   | Phase de niveau 1 |
| 2    | Allemagne de l'Est | 2   | 2 | 1 | 0 | 1 | 38 | 40 | −2   | Phase de niveau 2 |

| 11 avril 1977 | Union soviétique | 21 – 15 | Allemagne de l'Est |  |

| 13 avril 1977 | Allemagne de l'Est | 23 – 19 | Union soviétique |  |

### Groupe B
| Rang | Équipe   | Pts | J | G | N | P | Bp | Bc | Diff | Qualification     |
| ---- | -------- | --- | - | - | - | - | -- | -- | ---- | ----------------- |
| 1    | Danemark | 4   | 2 | 2 | 0 | 0 | 43 | 33 | +10  | Phase de niveau 1 |
| 2    | Roumanie | 2   | 2 | 1 | 0 | 1 | 44 | 22 | +22  | Phase de niveau 2 |
| 3    | Maroc    | 0   | 2 | 0 | 0 | 2 | 24 | 56 | −32  | Phase de niveau 3 |

| 11 avril 1977 | Danemark | 27 – 18 | Maroc |  |

| 12 avril 1977 | Roumanie | 29 – 6 | Maroc |  |

| 13 avril 1977 | Danemark | 16 – 15 | Roumanie |  |

### Groupe C
| Rang | Équipe      | Pts | J | G | N | P | Bp | Bc | Diff | Qualification     |
| ---- | ----------- | --- | - | - | - | - | -- | -- | ---- | ----------------- |
| 1    | Yougoslavie | 4   | 2 | 2 | 0 | 0 | 59 | 28 | +31  | Phase de niveau 1 |
| 2    | Koweït      | 0   | 2 | 0 | 0 | 2 | 28 | 59 | −31  | Phase de niveau 2 |

| 11 avril 1977 | Yougoslavie | 32 – 13 | Koweït |  |

| 13 avril 1977 | Koweït | 15 – 27 | Yougoslavie |  |

### Groupe D
| Rang | Équipe    | Pts | J | G | N | P | Bp | Bc | Diff | Qualification     |
| ---- | --------- | --- | - | - | - | - | -- | -- | ---- | ----------------- |
| 1    | Suède (H) | 4   | 2 | 2 | 0 | 0 | 38 | 36 | +2   | Phase de niveau 1 |
| 2    | Suisse    | 2   | 2 | 1 | 0 | 1 | 44 | 39 | +5   | Phase de niveau 2 |
| 3    | Norvège   | 0   | 2 | 0 | 0 | 2 | 32 | 39 | −7   | Phase de niveau 3 |

| 11 avril 1977 | Suède | 22 – 21 | Suisse |  |

| 12 avril 1977 | Suède | 23 – 17 | Norvège |  |

| 13 avril 1977 | Suisse | 16 – 15 | Norvège |  |

### Groupe E
| Rang | Équipe          | Pts | J | G | N | P | Bp | Bc | Diff | Qualification     |
| ---- | --------------- | --- | - | - | - | - | -- | -- | ---- | ----------------- |
| 1    | Hongrie         | 4   | 2 | 2 | 0 | 0 | 38 | 30 | +8   | Phase de niveau 1 |
| 2    | Tchécoslovaquie | 2   | 2 | 1 | 0 | 1 | 36 | 34 | +2   | Phase de niveau 2 |
| 3    | Israël          | 0   | 2 | 0 | 0 | 2 | 33 | 43 | −10  | Phase de niveau 3 |

| 11 avril 1977 | Tchécoslovaquie | 22 – 17 | Israël |  |

| 12 avril 1977 | Hongrie | 17 – 16 | Israël |  |

| 13 avril 1977 | Hongrie | 17 – 14 | Tchécoslovaquie |  |

### Groupe F
| Rang | Équipe     | Pts | J | G | N | P | Bp | Bc | Diff | Qualification     |
| ---- | ---------- | --- | - | - | - | - | -- | -- | ---- | ----------------- |
| 1    | Espagne    | 4   | 2 | 2 | 0 | 0 | 61 | 14 | +47  | Phase de niveau 1 |
| 2    | France     | 2   | 2 | 1 | 0 | 1 | 49 | 32 | +17  | Phase de niveau 2 |
| 3    | Madagascar | 0   | 2 | 0 | 0 | 2 | 18 | 82 | −64  | Phase de niveau 3 |

| 11 avril 1977 | France | 38 – 15 | Madagascar |  |

| 12 avril 1977 | Espagne | 44 – 3 | Madagascar | Kungsbacka |

| 13 avril 1977 | Espagne | 17 – 11 | France | Kungsbacka |

### Groupe G
| Rang | Équipe               | Pts | J | G | N | P | Bp | Bc | Diff | Qualification     |
| ---- | -------------------- | --- | - | - | - | - | -- | -- | ---- | ----------------- |
| 1    | Allemagne de l'Ouest | 4   | 2 | 2 | 0 | 0 | 38 | 22 | +16  | Phase de niveau 1 |
| 2    | Autriche             | 0   | 2 | 0 | 0 | 2 | 22 | 38 | −16  | Phase de niveau 2 |

| 11 avril 1977 | Allemagne de l'Ouest | 24 – 9 | Autriche |  |

| 13 avril 1977 | Allemagne de l'Ouest | 14 – 13 | Autriche |  |

### Groupe H
| Rang | Équipe   | Pts | J | G | N | P | Bp | Bc | Diff | Qualification     |
| ---- | -------- | --- | - | - | - | - | -- | -- | ---- | ----------------- |
| 1    | Pologne  | 4   | 2 | 2 | 0 | 0 | 61 | 28 | +33  | Phase de niveau 1 |
| 2    | Pays-Bas | 2   | 2 | 1 | 0 | 1 | 33 | 43 | −10  | Phase de niveau 2 |
| 3    | Tunisie  | 0   | 2 | 0 | 0 | 2 | 29 | 52 | −23  | Phase de niveau 3 |

| 12 avril 1977 | Pays-Bas | 19 – 15 | Tunisie |  |

| 13 avril 1977 | Pologne  | 33 – 14 | Tunisie |  |
| 13 avril 1977 | (14 – 6) |         |         |  |

| 14 avril 1977 | Pologne | 28 – 14 | Pays-Bas |  |

## Phase de niveau 3
Les cinq troisièmes de groupe sont reversés dans les groupes V et VI pour enfin joueur les matchs de classement pour la 17e à la 21e place. 

### Groupe V
| Rang | Équipe  | Pts | J | G | N | P | Bp | Bc | Diff | Qualification           |
| ---- | ------- | --- | - | - | - | - | -- | -- | ---- | ----------------------- |
| 1    | Norvège | 4   | 2 | 2 | 0 | 0 | 45 | 24 | +21  | Match pour la 17e place |
| 2    | Maroc   | 0   | 2 | 0 | 0 | 2 | 24 | 45 | −21  | Match pour la 19e place |

| avril 1977 | Maroc | 12 – 22 | Norvège |  |

| avril 1977 | Norvège | 23 – 12 | Maroc |  |

### Groupe VI
| Rang | Équipe     | Pts | J | G | N | P | Bp | Bc | Diff | Qualification           |
| ---- | ---------- | --- | - | - | - | - | -- | -- | ---- | ----------------------- |
| 1    | Israël     | 2   | 1 | 1 | 0 | 0 | 43 | 19 | +24  | Match pour la 17e place |
| 2    | Madagascar | 0   | 1 | 0 | 0 | 1 | 19 | 43 | −24  | Match pour la 19e place |
| 3    | Tunisie    | 0   | 0 | 0 | 0 | 0 | 0  | 0  | 0    | Disqualifiée*           |

| avril 1977 | Israël | 43 – 19 | Madagascar |  |

| 15 avril 1977 | Tunisie | 40 – 20 | Madagascar |  |
| 15 avril 1977 | (20-10) |         |            |  |

| avril 1977 | Israël | forfait Tunisie* | Tunisie |  |

*La Tunisie aurait refusé de jouer contre Israël pour raisons politiques et a ainsi été disqualifiée.

### Matchs de classement
| Rang                    | Match              | Score   |
| ----------------------- | ------------------ | ------- |
| Match pour la 17e place | Israël - Norvège   | 20 – 18 |
| Match pour la 19e place | Maroc - Madagascar | 38 – 23 |

## Phase de niveau 2
Les huit deuxièmes de groupe ont été rassemblés dans les groupes III et IV. Dans chaque groupe, les équipes disputent un tournoi et, en fonction du classement par groupe, sont qualifiées pour les matchs de la 9e à la 16e place.

### Groupe III
| Rang | Équipe             | Pts | J | G | N | P | Bp | Bc  | Diff | Qualification           |
| ---- | ------------------ | --- | - | - | - | - | -- | --- | ---- | ----------------------- |
| 1    | Allemagne de l'Est | 5   | 3 | 2 | 1 | 0 | 94 | 48  | +46  | Match pour la 9e place  |
| 2    | Roumanie           | 5   | 3 | 2 | 1 | 0 | 84 | 53  | +31  | Match pour la 11e place |
| 3    | Suisse             | 2   | 3 | 1 | 0 | 2 | 69 | 70  | −1   | Match pour la 13e place |
| 4    | Koweït             | 0   | 3 | 0 | 0 | 3 | 45 | 121 | −76  | Match pour la 15e place |

| avril 1977 | Suisse | 40 – 15 | Koweït |  |

| avril 1977 | Allemagne de l'Est | 21 – 21 | Roumanie |  |

| avril 1977 | Allemagne de l'Est | 43 – 14 | Koweït |  |

| avril 1977 | Roumanie | 25 – 16 | Suisse |  |

| avril 1977 | Allemagne de l'Est | 30 – 13 | Suisse |  |

| avril 1977 | Roumanie | 38 – 16 | Koweït |  |

### Groupe IV
| Rang | Équipe          | Pts | J | G | N | P | Bp | Bc | Diff | Qualification           |
| ---- | --------------- | --- | - | - | - | - | -- | -- | ---- | ----------------------- |
| 1    | Tchécoslovaquie | 6   | 3 | 3 | 0 | 0 | 71 | 48 | +23  | Match pour la 9e place  |
| 2    | France          | 4   | 3 | 2 | 0 | 1 | 63 | 57 | +6   | Match pour la 11e place |
| 3    | Autriche        | 2   | 3 | 1 | 0 | 2 | 43 | 57 | −14  | Match pour la 13e place |
| 4    | Pays-Bas        | 0   | 3 | 0 | 0 | 3 | 43 | 58 | −15  | Match pour la 15e place |

| avril 1977 | Autriche | 13 – 12 | Pays-Bas |  |

| avril 1977 | Tchécoslovaquie | 24 – 20 | France |  |

| 16 avril 1977 | Tchécoslovaquie | 28 – 15 | Autriche |  |
| 16 avril 1977 | (13 – 8)        |         |          |  |

| avril 1977 | France | 26 – 18 | Pays-Bas |  |

| avril 1977 | Tchécoslovaquie | 19 – 13 | Pays-Bas |  |

| avril 1977 | France | 17 – 15 | Autriche |  |

### Matchs de classement
| Rang                    | Match                                | Score   |
| ----------------------- | ------------------------------------ | ------- |
| Match pour la 9e place  | Allemagne de l'Est - Tchécoslovaquie | 23 – 21 |
| Match pour la 11e place | Roumanie - France                    | 28 – 20 |
| Match pour la 13e place | Suisse - Autriche                    | 23 – 15 |
| Match pour la 15e place | Pays-Bas - Koweït                    | 23 – 17 |

## Phase de niveau 1
Les huit vainqueurs de groupe du tour préliminaire se sont rassemblés dans les groupes I et II. Dans chaque groupe, les équipes disputent un tournoi et les vainqueurs des deux groupes se sont qualifiés pour la finale. Les deux seconds s'affrontent pour la médaille de bronze, etc. jusqu'au match pour la septième place. 

### Groupe I
| Rang | Équipe           | Pts | J | G | N | P | Bp | Bc | Diff | Qualification          |
| ---- | ---------------- | --- | - | - | - | - | -- | -- | ---- | ---------------------- |
| 1    | Union soviétique | 6   | 3 | 3 | 0 | 0 | 81 | 49 | +32  | Finale                 |
| 2    | Yougoslavie      | 4   | 3 | 2 | 0 | 1 | 61 | 55 | +6   | Match pour la 3e place |
| 3    | Suède (H)        | 2   | 3 | 1 | 0 | 2 | 64 | 73 | −9   | Match pour la 5e place |
| 4    | Danemark         | 0   | 3 | 0 | 0 | 3 | 56 | 85 | −29  | Match pour la 7e place |

| 14 avril 1977 | Union soviétique | 34 – 18 | Danemark |  |

| 14 avril 1977 | Yougoslavie | 23 – 20 | Suède |  |

| avril 1977 | Union soviétique | 16 – 12 | Yougoslavie |  |

| avril 1977 | Suède | 25 – 19 | Danemark |  |

| avril 1977 | Yougoslavie | 26 – 19 | Danemark |  |

| avril 1977 | Union soviétique | 31 – 19 | Suède |  |

### Groupe II
| Rang | Équipe               | Pts | J | G | N | P | Bp | Bc | Diff | Qualification          |
| ---- | -------------------- | --- | - | - | - | - | -- | -- | ---- | ---------------------- |
| 1    | Hongrie              | 3   | 3 | 1 | 1 | 1 | 52 | 49 | +3   | Finale                 |
| 2    | Espagne              | 3   | 3 | 1 | 1 | 1 | 58 | 56 | +2   | Match pour la 3e place |
| 3    | Allemagne de l'Ouest | 3   | 3 | 1 | 1 | 1 | 50 | 49 | +1   | Match pour la 5e place |
| 4    | Pologne              | 3   | 3 | 1 | 1 | 1 | 59 | 65 | −6   | Match pour la 7e place |

| 14 avril 1977 | Hongrie | 14 – 14 | Espagne |  |

| 14 avril 1977 | Allemagne de l'Ouest | 16 – 16 | Pologne |  |

| avril 1977 | Allemagne de l'Ouest | 16 – 12 | Hongrie |  |

| avril 1977 | Pologne | 24 – 23 | Espagne |  |

| avril 1977 | Espagne | 21 – 18 | Allemagne de l'Ouest |  |

| avril 1977 | Hongrie | 26 – 19 | Pologne |  |

### Matchs de classement et finale
| Rang                   | Date          | Match                        | Score                  |
| ---------------------- | ------------- | ---------------------------- | ---------------------- |
| Finale                 | 19 avril 1977 | Union soviétique - Hongrie   | 24 – 10                |
| Petite finale          | 19 avril 1977 | Yougoslavie - Espagne        | 24 – 21 (12-7)         |
| Match pour la 5e place | 19 avril 1977 | Allemagne de l'Ouest - Suède | 21 – 19 (7-10)         |
| Match pour la 7e place | 19 avril 1977 | Pologne - Danemark           | 18 – 17ap (8-8, 16-16) |

## Classement final
| Rang  | Équipe               | J | G | N | P | Bp  | Bc  |
| ----- | -------------------- | - | - | - | - | --- | --- |
| 1     | Union soviétique     | 6 | 5 | 0 | 1 | 145 | 97  |
| 2     | Hongrie              | 6 | 3 | 1 | 2 | 100 | 103 |
| 3     | Yougoslavie          | 6 | 5 | 0 | 1 | 144 | 104 |
| 4     | Espagne              | 6 | 3 | 1 | 2 | 140 | 94  |
| 5     | Allemagne de l'Ouest | 6 | 4 | 1 | 1 | 109 | 90  |
| 6     | Suède                | 6 | 3 | 0 | 3 | 121 | 130 |
| 7     | Pologne              | 6 | 4 | 1 | 1 | 138 | 110 |
| 8     | Danemark             | 6 | 2 | 0 | 4 | 116 | 136 |
| 9     | Allemagne de l'Est   | 6 | 4 | 1 | 1 | 155 | 109 |
| 10    | Tchécoslovaquie      | 6 | 4 | 0 | 2 | 128 | 105 |
| 11    | Roumanie             | 6 | 4 | 1 | 1 | 156 | 95  |
| 12    | France               | 6 | 3 | 0 | 3 | 132 | 117 |
| 13    | Suisse               | 6 | 3 | 0 | 3 | 136 | 124 |
| 14    | Autriche             | 6 | 1 | 0 | 5 | 80  | 118 |
| 15    | Pays-Bas             | 6 | 2 | 0 | 4 | 99  | 118 |
| 16    | Koweït               | 6 | 0 | 0 | 6 | 90  | 203 |
| 17    | Israël               | 4 | 2 | 0 | 2 | 96  | 80  |
| 18    | Norvège              | 5 | 2 | 0 | 3 | 95  | 83  |
| 19    | Maroc                | 5 | 1 | 0 | 4 | 86  | 124 |
| 20    | Madagascar           | 5 | 0 | 0 | 5 | 80  | 203 |
| Disq. | Tunisie              | 3 | 1 | 0 | 2 | 69  | 72  |

## Effectifs
Parmi l'effectif de l'URSS (en), championne du monde, on trouve :
- Alexandre Tchipenko (de) (GB)
- Vladimir Belov
- Oleg Gagine (de)
- Anatoli Galouza (de)
- Sergueï Kouchniriouk
- Voldemaras Novickis

Sélectionneur
- Spartak Mironovitch

L'effectif de la Hongrie (en), vice-championne du monde, était :
- István Bakos
- László Bodnár
- Ferenc Demény
- Sándor Gasparik
- László Hoffmann (en)
- Alpár Jegenyés (en)
- László Kedves
- Mihály Kovács (en)
- Ambrus Lele (en)
- Zsigmond Makay
- Ferenc Molnár
- János Nád
- János Paksi
- Zoltán Szabadits
- István Wohner

Sélectionneur
- László Fazekas

Parmi l'effectif de la Yougoslavie (en), troisième, on trouve :
L'effectif de la France, douzième, était :
- Gilles Schroeder (GB, ASPTT Mulhouse)
- Dominique de Ronchi (GB, Stella Sports)
- Christian Friche (GB, AL Billère)
- Claude Onesta (ASEA Toulouse)
- Pascal Bachelet (ALCL Grand-Quevilly)
- Jean-Claude Suty (SE Beaune)
- Philippe Germain (USM Gagny)
- Jean-Michel Serinet (Bois-Colombes Sports)
- Philippe Morin (ASEA Toulouse)
- Sylvain Nouet (CSC Le Mans)
- Daniel Zunino (OS Antibes)
- Thierry Mortagne (ES Falaise)
- Marc Fittante (ASEA Toulouse)
- Marc Méjean (Villemomble Sports)
- Jean-François Serre (US Rouvière)
- Éric Cailleaux (USM Gagny)

Sélectionneurs
- Serge Gelé
- Jean Nita